# Бертран Робер
Бертран Робер (фр. Bertrand Robert, нар. 16 листопада 1983, Сен-Бенуа, Реюньйон) — французький футболіст, півзахисник кіпрського «Аполлона». Молодший брат колишнього гравця збірної Франції Лорана Робера.

## Ігрова кар'єра
Народився 16 листопада 1983 року в місті Сен-Бенуа, Реюньйон. Вихованець футбольної школи клубу «Монпельє». Дорослу футбольну кар'єру розпочав 2001 року в основній команді того ж клубу, в якій провів три сезони, взявши участь у 50 матчах чемпіонату.
З 2004 року виступав за «Генгам», який грав у Лізі 2. Там Робер провів три сезони, після чого перейшов у «Лор'ян», але в елітному дивізіоні закріпитись не зміг і першу половину 2008 року провів знову у Лізі 2, виступаючи за «Аяччо».
Влітку 2009 року перейшов у грецький «Пантракікос», проте в першому ж сезоні вилетів з командою з вищого дивізіону, але продовжив виступи за клуб ще рік.
До складу клубу ПАОК приєднався в липні 2011 року. Протягом двох сезонів встиг відіграти за клуб з Салонік 32 матчі в національному чемпіонаті, після чого влітку 2013 року на правах вільного агента покинув клуб.
26 липня 2013 року підписав однорічний контракт з кіпрським клубом «Аполлон».